# Tetrapedia garofaloi
Tetrapedia garofaloi là một loài Hymenoptera trong họ Apidae. Loài này được Moure mô tả khoa học năm 1999.